# Норденстренг, Тур Андреевич
Тур Андреевич Норденстренг (швед. Ture Reinhold Nordenstreng; 28 декабря 1810 (9 января 1811) Рантасалми — 16 (28) мая 1880, Гельсингфорс) — военачальник Русской императорской армии.

## Биография
Происходил из финских шведов. Сын надворного советника Андерса Кристофера Норденстренга (1776—1835) и Якобины Элизабет Телен (1789—1832), брат генерал-лейтенанта Я. А. Норденстренга.
1 марта 1826 поступил в Финляндский кадетский корпус. Выпущен прапорщиком в лейб-гвардии Преображенский полк 18 января 1831. Подпоручик (1833), поручик (1835). В 1835—1836 годах прошел курс в Петербургской военной академии, в начале 1837 года был произведен в штабс-капитаны Генерального штаба. Капитан (1839), в следующем году назначен квартирмейстером 15-й пехотной дивизии, затем переведен на аналогичную должность в 14-й пехотной дивизии.
В 1840—1845 годах служил на Кавказе, участвовал в военных действиях в ходе Кавказской войны. Подполковник (1844).
Будучи офицером Генерального штаба, в 1848 году составил военно-статистическое обозрение Виленской губернии, а в следующем году был командирован в Ковно. В 1849 году участвовал в Венгерском походе, отличился в битве при Дебрецене, и осенью 1849 был произведен в полковники за храбрость. В рядах 4-й армии участвовал в Крымской войне и отличился в сражениях при Ольтенице, Инкермане и обороне Севастополя. Был ранен в Севастополе в 1854 году. С 3 февраля по 12 ноября 1855 был командиром 45-го Азовского пехотного полка. Участвовал в сражении на Чёрной речке, где был ранен. 1 декабря 1855 произведен генерал-майоры, переведен в распоряжение командующего войсками, размещенными в Финляндии. Ранения привели к болезни, из-за которой Норденстренг в 1857 году уволился с военной службы, поселившись в Гельсингфорсе.
Участвовал в деятельности Шведского театра, основанного в Гельсингфорсе в 1860-х годах; был членом правления театра в середине 1870-х годов. Завещал значительную часть своих средств Императорскому Александровскому университету для создания стипендиального фонда Норденстренга.
Был холост.

## Награды
- Орден Святого Владимира 4-й ст. с бантом (1844)
- Орден Святого Станислава 2-й ст. (1845)
- Орден Святой Анны 2-й ст. (1851)
- Императорская корона к ордену Святой Анны 2-й ст. (1853)
- Орден Святого Георгия за 25 лет выслуги (26.11.1854)
- Знак отличия за XX лет службы (1854)
- Орден Святого Владимира 3-й ст. (1855)
- Золотая полусабля «За храбрость» (1855)
- Светло-бронзовая медаль «В память войны 1853—1856» (1856)

Иностранные:
- Командорский крест австрийского орден Леопольда (1850)